# Bönsläktet
Bönsläktet (Phaseolus)  ett släkte i familjen ärtväxter, med ca 50–60 arter från Amerika. De flesta arter är tropiska. Flertalet arter är vida odlade för att ätas, medan några få arter odlas som rena prydnadsväxter.
Bönsläktet består av örter eller halvbuskar, upprätta, krypande eller klättrande. Blad med stipler, trefingrade, sällan enkla. Blommorna kommer på klasar i bladvecken och har högblad. Foder femflikigt, 2-läppigt. Kronblad ofta röda.

## Bildgalleri

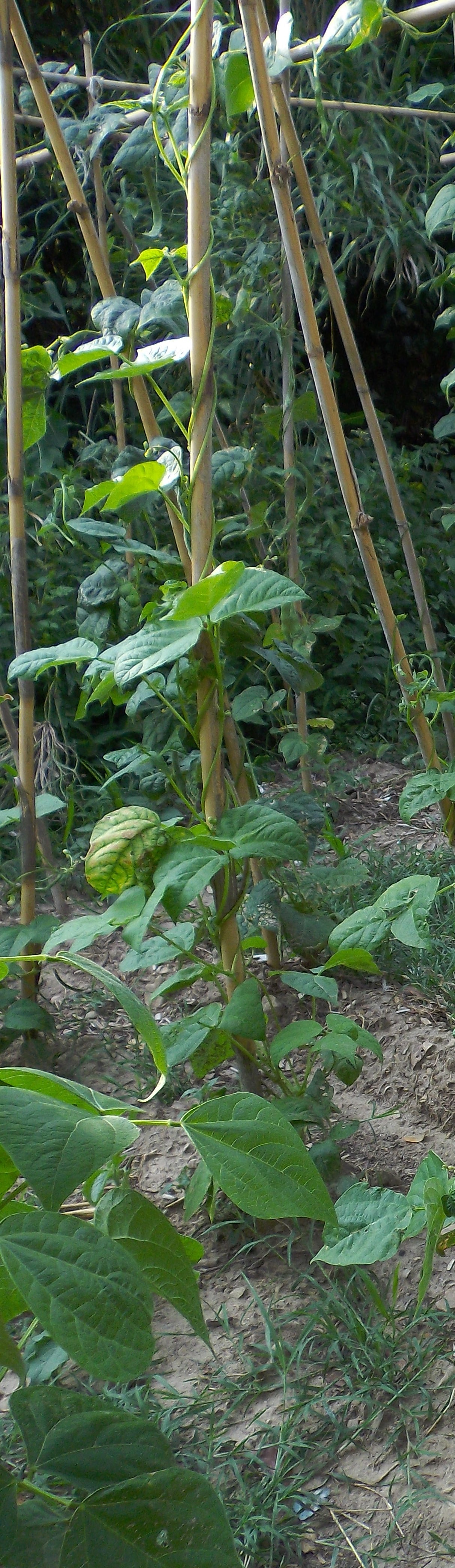
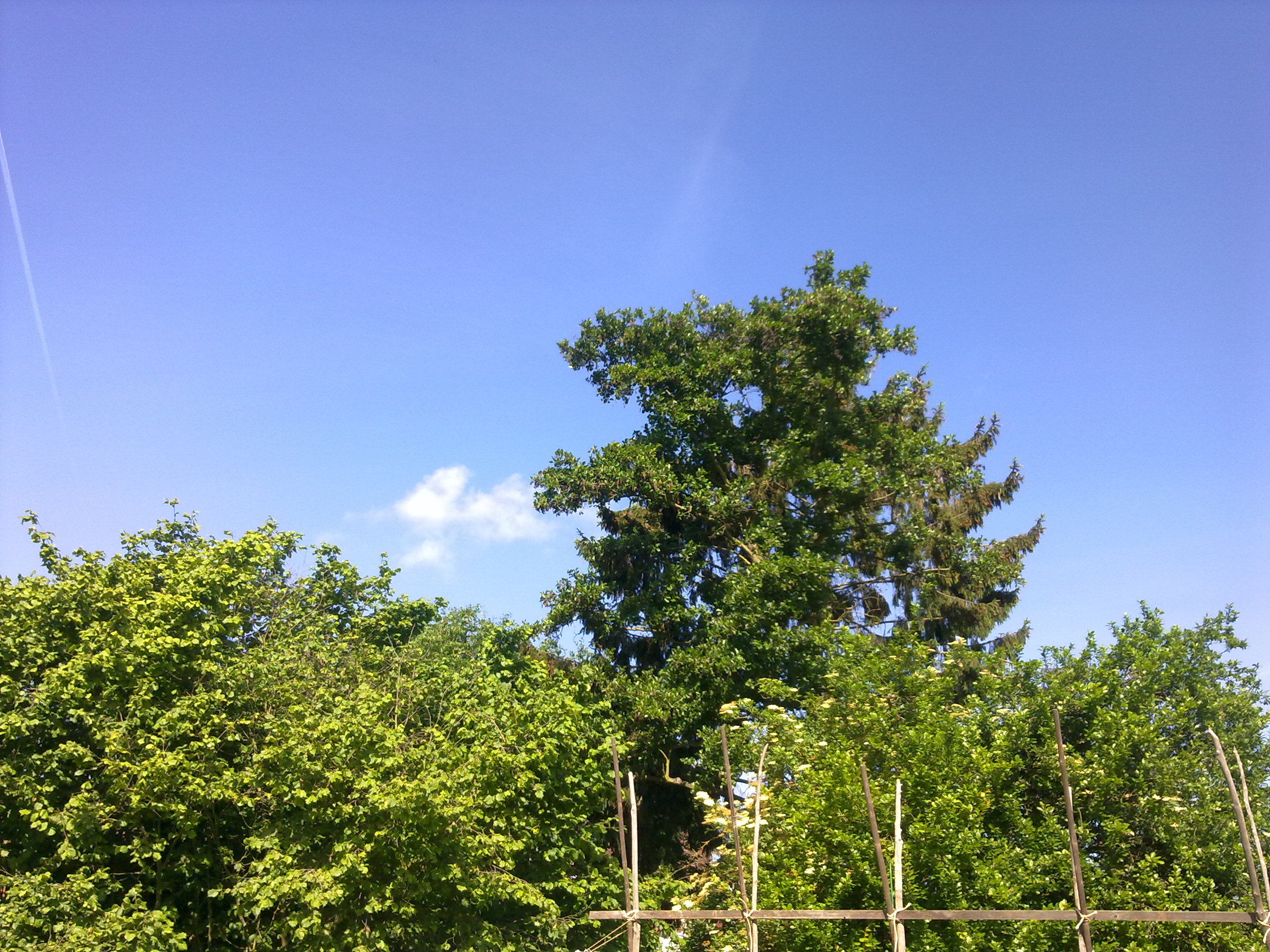
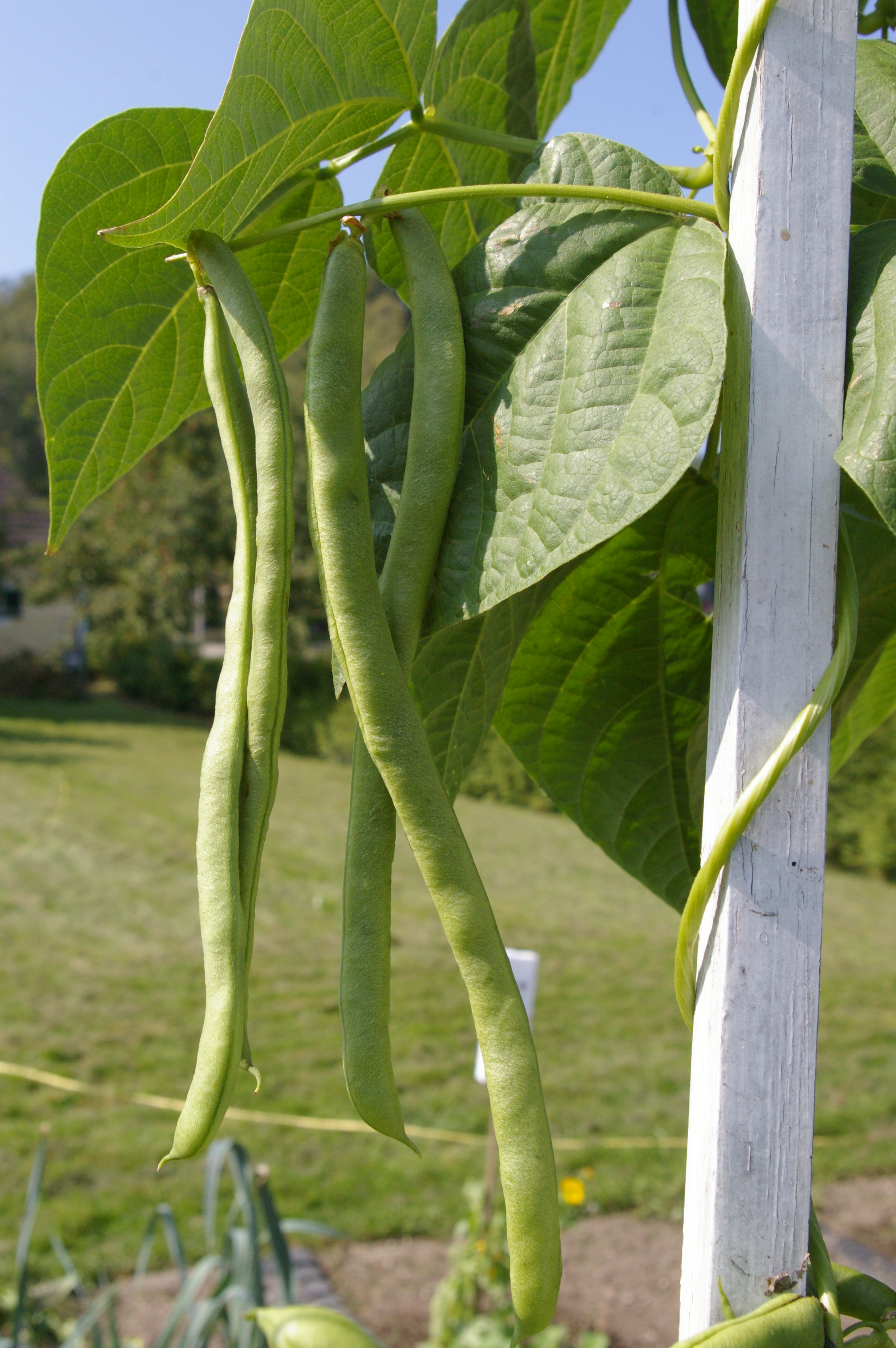
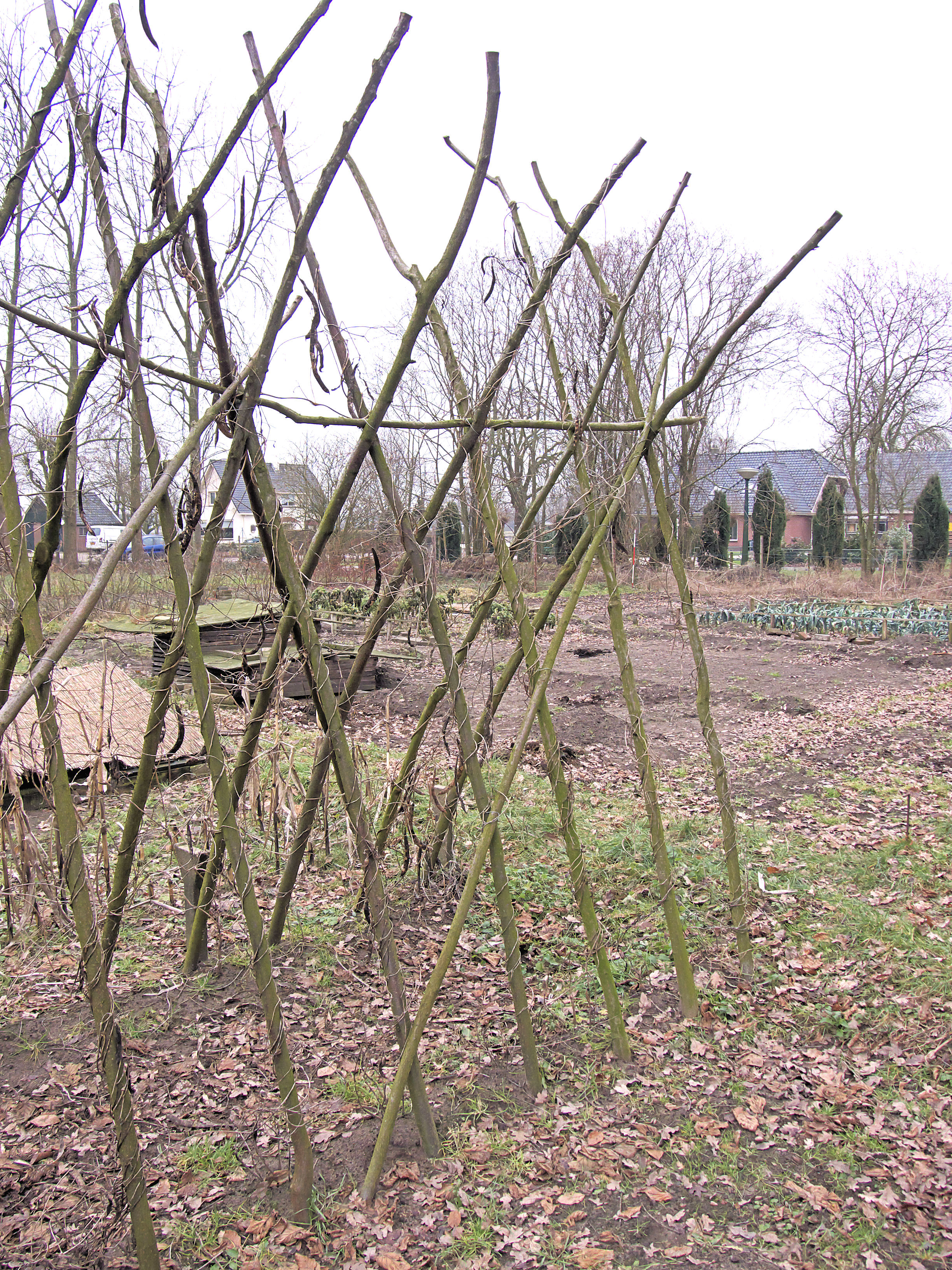
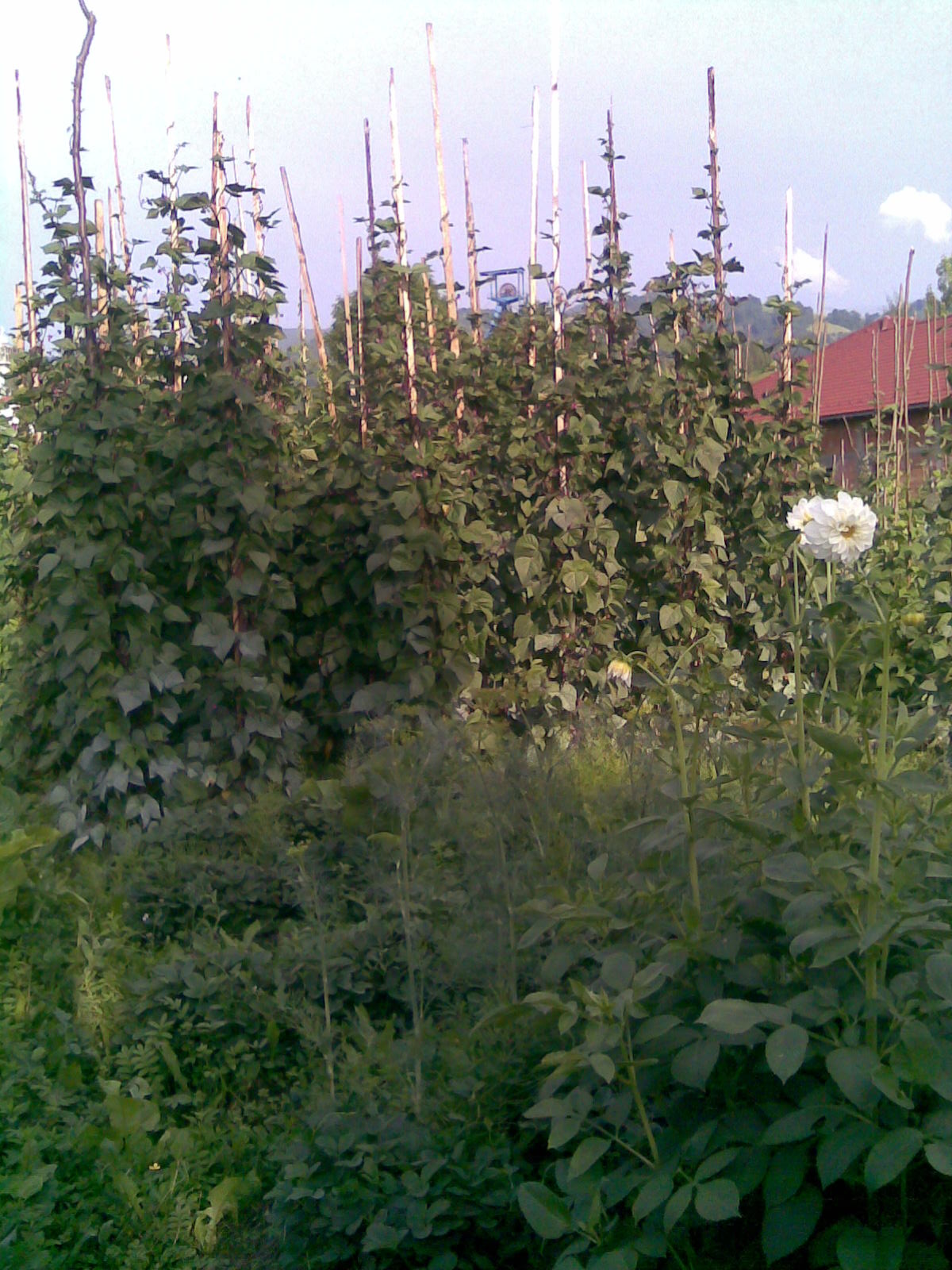
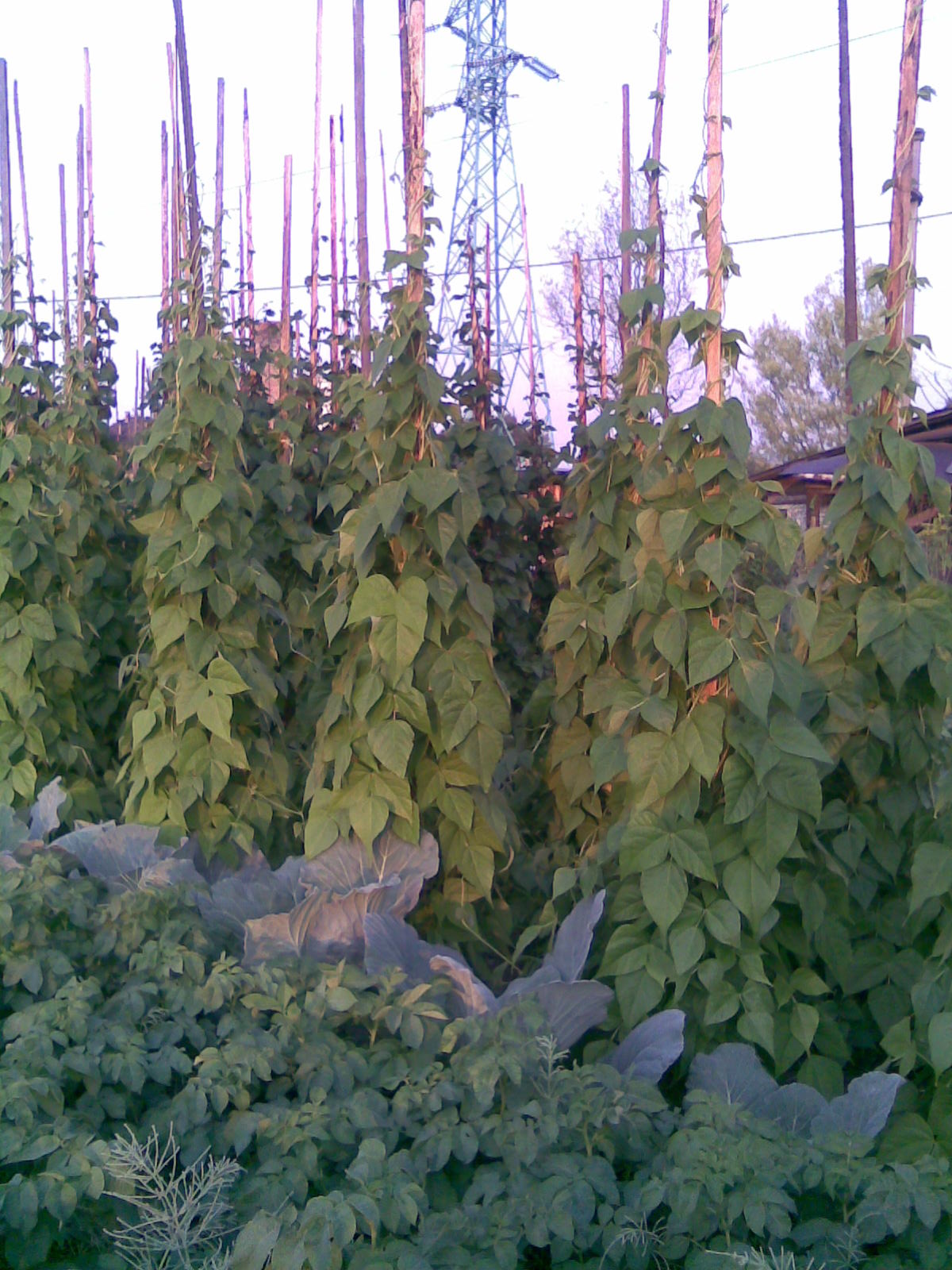

## Dottertaxa till Bönor, i alfabetisk ordning[3]
- Phaseolus acutifolius
- Phaseolus amblyosepalus
- Phaseolus angustissimus
- Phaseolus anisotrichos
- Phaseolus augustii
- Phaseolus brevicalyx
- Phaseolus chacoensis
- Phaseolus cibellii
- Phaseolus coccineus
- Phaseolus filiformis
- Phaseolus galactoides
- Phaseolus glabellus
- Phaseolus grayanus
- Phaseolus leucanthus
- Phaseolus lunatus
- Phaseolus maculatus
- Phaseolus massaiensis
- Phaseolus micranthus
- Phaseolus microcarpus
- Phaseolus nelsonii
- Phaseolus oaxacanus
- Phaseolus oligospermus
- Phaseolus pachyrrhizoides
- Phaseolus parvulus
- Phaseolus pedicellatus
- Phaseolus plagiocylix
- Phaseolus pluriflorus
- Phaseolus polymorphus
- Phaseolus polystachios
- Phaseolus polytylus
- Phaseolus ritensis
- Phaseolus sonorensis
- Phaseolus supinus
- Phaseolus tuerckheimii
- Phaseolus wrightii
- Phaseolus vulcanicus
- Phaseolus vulgaris
- Phaseolus xanthotrichus